# 산드로 마촐라
알레산드로 "산드로" 마촐라(이탈리아어: Alessandro "Sandro" Mazzola ˈsandro matˈtsɔːla[*], 1942년 11월 8일, 피에몬테 주 토리노 ~)는 이탈리아의 전 축구 선수로, 현역 시절 인테르나치오날레와 이탈리아 국가대표팀에서 공격수나 공격형 미드필더로 활약했다. 그는 현재 이탈리아 국영 텔레비전 방송사 RAI의 축구 분석가 겸 해설가로 근무하고 있다.
그는 이탈리아 축구 역사상 손꼽히는 정상급 선수로, 속도, 효율, 창의성, 기술력, 그리고 골 결정력에 힘입어 당대 최고의 선수로 손꼽혔다. 그는 1971년 발롱도르에서 2위에 이름을 올렸다. 현역 17년 전부를 인테르나치오날레에서 보낸 그는 한 구단에서만 활약한 선수이기도 하다. 그는 인테르나치오날레 소속으로 세리에 A 4번(1962–63, 1964–65, 1965–66, 1970–71), 유러피언컵 2번(1963–64, 1964–65), 그리고 인터콘티넨털컵 2번(1964, 1965) 거두었고, 1964-65 시즌에는 세리에 A 득점왕에도 등극했고, 같은 해 코파 이탈리아 결승전에도 진출했지만, 3관왕을 아쉽게 무산시켰다. 이탈리아 국가대표팀 일원으로는 1968년에 유럽 선수권 대회를 우승했고, 1970년 월드컵 결승전에도 올랐다. 그 외에도 이탈리아 국가대표팀 일원으로 1966년과 1974년 월드컵에도 참가했다.
그의 부친은 위대한 토리노(Il Grande Torino)의 일원이었던 이탈리아의 축구 선수 발렌티노 마촐라였는데, 수페르가 비행기 참사로 명을 달리했다. 산드로 마촐라의 남동생 페루초 마촐라도 축구 선수로 활동했으며, 2013년에 영면에 들었다.

## 유년 시절

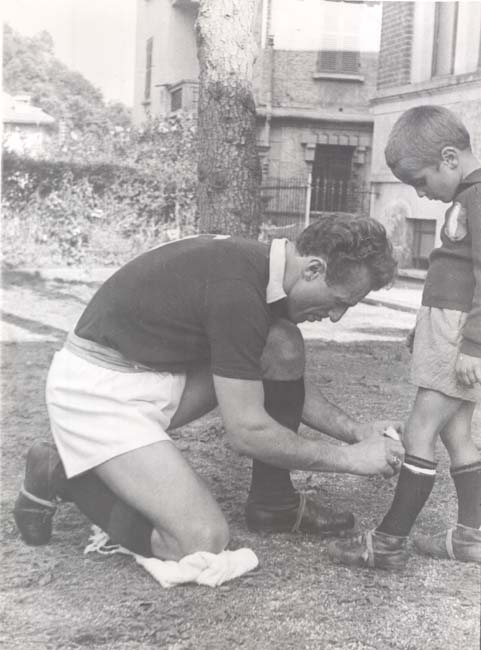
1949년, 산드로 마촐라와 그의 부친 발렌티노

산드로 마촐라는 토리노에서 출생했는데, 당시 부친 발렌티노 마촐라가 베네치아에서 토리노로 이적한 첫 해였다. 2년 뒤에 출생한 그의 남동생 페루초는 토리노의 페루초 노보 회장의 이름을 따 명명되었다. 그의 부모는 1946년에 이혼하였는데, 부친이 산드로의 양육권을 쥐었고, 그가 6세였을 때 부친이 수페르가 비행기 참사로 명을 달리했다.

## 클럽 경력
비록 그의 부친은 토리노에서 활약했지만, 산드로 마촐라와 그의 남동생 페루초 마촐라는 인테르나치오날레에 입단했다. 역마살이었던 그의 동생과 달리 산드로 마촐라는 현역 17년을 모두 인테르나치오날레에서 보냈고, 세리에 A 리그 무대에서 417번 출전해 116골을 기록했다. 1961년 6월 10일, 그는 엘레니오 에레라 감독의 지도하던 1960-61 시즌에 숙적 유벤투스와의 경기에서 몇 동세대 유망주들과 함께 세리에 A 신고식을 치렀고, 페널티 킥으로 첫 골을 성공시켰지만, 1-9 대패를 막기에는 역부족이었다. 이 경기는 그가 출전한 이 시즌의 유일한 경기였다. 에레라 감독은 스페인의 바르셀로나에서 거물급 미드필더이자 1960년대 인테르나치오날레의 주 플레이메이커로 맹활약하는 루이스 수아레스와 함께 그보다 1년 앞서 선수단에 합류했다.

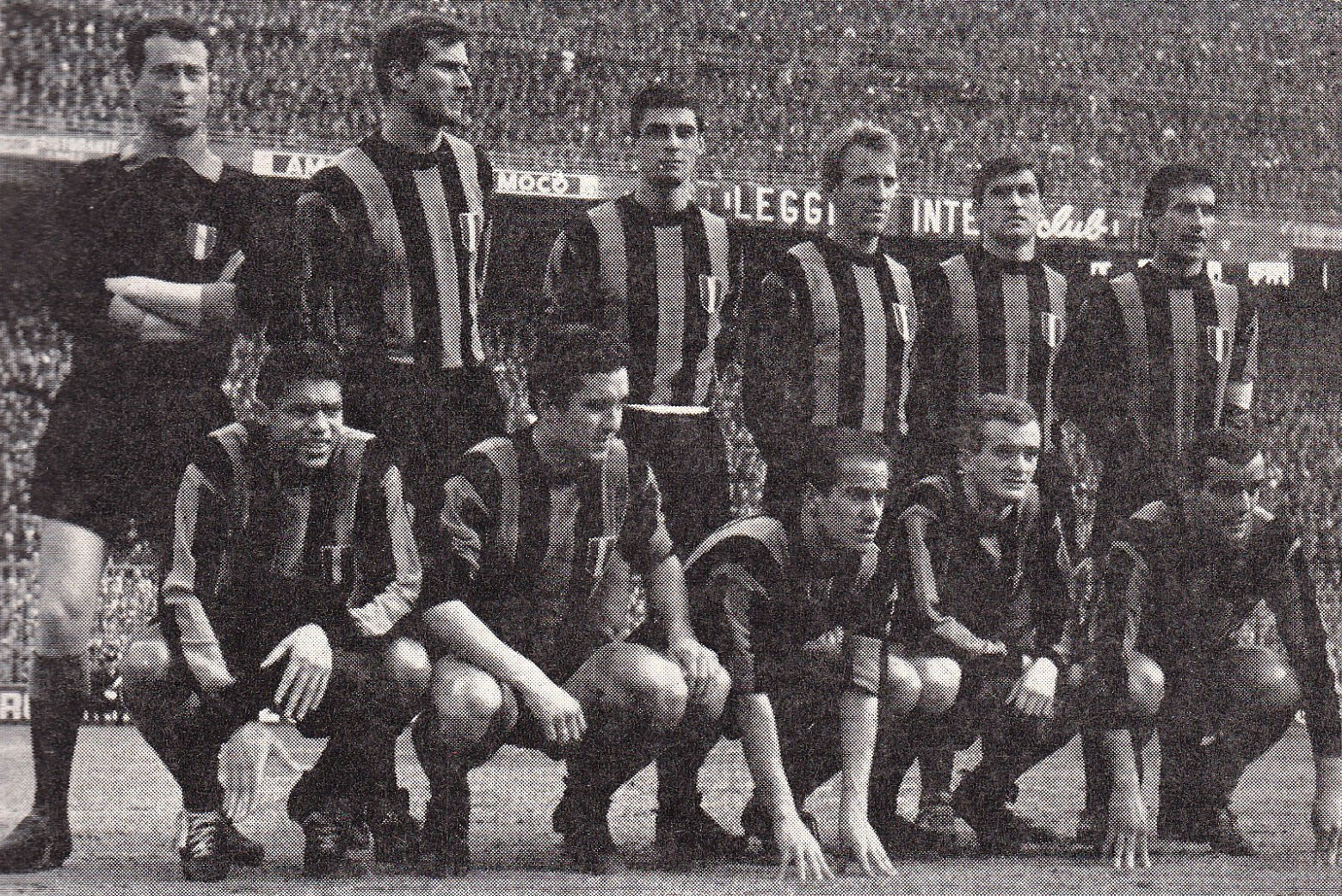
1963-64 시즌, 위대한 인테르(Grande Inter) 선수단의 마촐라(앞줄, 오른쪽에서 2번째)

에레라의 인테르나치오날레 선수단은 타르치시오 부르니치와 자친토 파케티가 측면 수비로 버티며, 브라질의 자이르가 측면을 맡고, 마리오 코르소가 좌측 중원을 담당하며, 아르만도 피키가 최후방 수비수로, 마촐라는 에레라의 임기에 안쪽 우측 공격 자원으로 기용되었다. 이 선수단은 함께 힘을 모아 1960년대 이탈리아와 유럽을 대표하는 선수단으로 거듭났는데, 훗날 이 선수단은 위대한 인테르(Grande Inter)로 회자되었다. 이 선수단은 악명 높은 빗장(catenaccio) 전법으로 강한 수비를 바탕으로 순식간에 파고드는 역습으로 득점을 올렸다. 마촐라는 인테르나치오날레에서 4번의 세리에 A 우승을 거두었는데, 1964-65 시즌과 1965-66 시즌에는 2년 연속 우승했고, 이 중 전자의 시즌에는 17골로 리그 득점왕에 올랐고, 같은 해에는 안타깝게 3관왕의 기회를 놓쳤다.
1964년, 마촐라는 레알 마드리드와의 1964년 유러피언컵 결승전에서 2골을 기록해 우승을 견인하며 연고지 경쟁 구단 밀란이 직전 해에 이룩한 업적을 달성했다. 그는 7골로 이 시즌 대회 공동 득점왕에 오르기도 했다. 인테르는 이듬해 벤피카를 결승전에서 제압하며 유럽 정상을 성공적으로 방어했다. 그러나, 1965-66 시즌에는 나중에 우승을 차지하는 레알 마드리드와의 준결승전에서 패퇴했고, 1966-67 시즌에는 구단 역사상 3번째 결승전 진출에 성공했고, 마촐라가 페널티 킥으로 7분 만에 선제록을 넣어 앞서갔지만, 셀틱에 1-2로 패하면서 준우승에 머물렀다. 마촐라는 1964년, 1965년에 인터콘티넨털컵에서도 연속 우승을 거두었으며, 1964-65 시즌 코파 이탈리아 결승전에도 올랐고, 1967-68 시즌에는 같은 대회 3위의 성과를 냈다. 그는 1971-72 시즌에도 유러피언컵 1972년에 다시 올랐으나, 아약스에 0-2로 패했다.
1971년, 세리에 A 우승에서의 맹활약과 유럽대항전에서의 선전으로, 그는 발롱도르 시상식에서 요한 크라위프에 밀려 2위에 올랐다. 1971년은 그가 발롱도르 수상에 가장 근접했던 해이며, 처음으로 최종 후보에 이름을 올린 해이기도 했다.
"전 당신 아버지를 상대했었습니다. 당신은 아버님을 자랑스럽게 했으니, 당신과 유니폼을 교환하기 원합니다."
마촐라는 1970년부터 인테르나치오날레의 주장을 7년 동안 맡았고, 1977년 여름에 프로 축구계에서 은퇴를 했다. 은퇴 시점까지 그는 세리에 A를 4번(1962-63, 1964-65, 1965-66, 1970-71), 유러피언컵을 2번(1963-64, 1964-65), 인터콘티넨털컵을 2번(1964,1965), 유럽 선수권 대회를 1번(유로 1968) 우승했고, 1964-65 시즌에는 세리에 A 득점왕에도 등극했다.

## 국가대표팀 경력

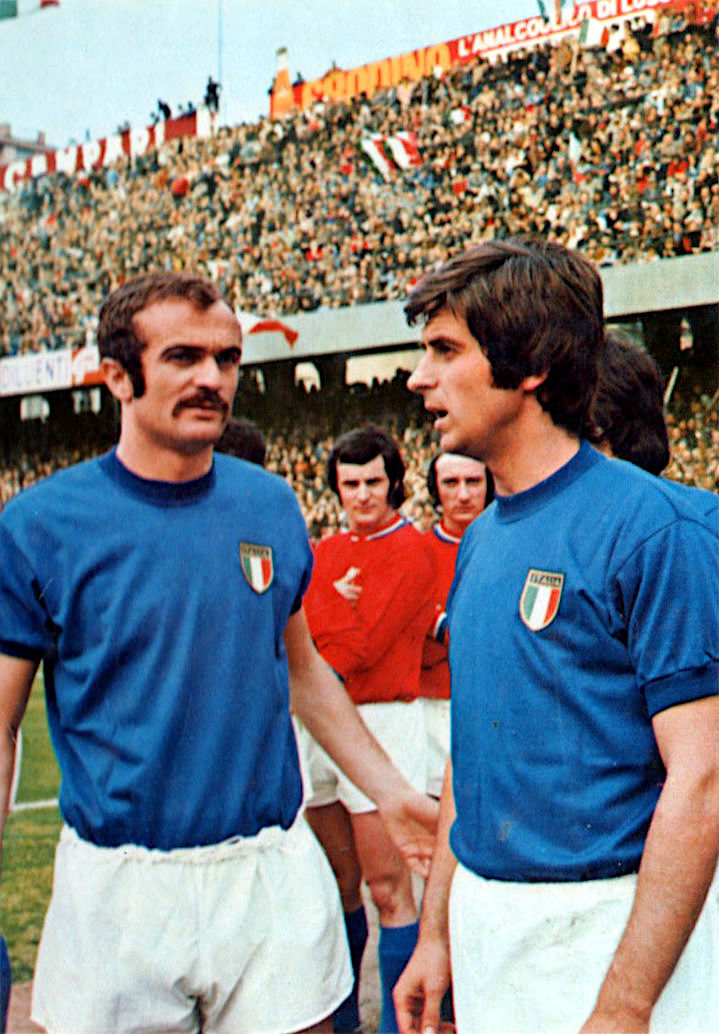
이탈리아 국가대표팀에서 뛰는 마촐라와 잔니 리베라. 페루초 발카레지 감독은 악명 높은 릴레이(staffetta) 전법으로 1970년 월드컵에서 한 선수씩만 출전시켰다.

마촐라는 1963년에서 1974년까지 이탈리아 국가대표팀 경기에 70번 출전해 22골을 넣었다. 그의 첫 국가대표팀 경기는 1963년 5월 12일에 열린 브라질과의 경기로 출전 당시 20세로, 페널티 킥으로 득점을 기록했다. 마촐라는 이후 에드몬도 파브리의 이탈리아 선수단 일원으로 1966년 월드컵에 참가해 이탈리아가 출전한 3번의 조별 리그 경기에 출전했고, 2-0으로 이긴 칠레와의 1차전에서는 득점을 올렸지만, 조별 리그의 벽을 넘지 못했다. 그는 이후 이탈리아를 대표로 월드컵에 2번 더 출전했다. 한편, 그가 국가대표팀에서 거둔 최고의 성과는 1968년에 거둔 유로 1968 우승으로, 안방에서 페루초 발카레지 감독의 지휘 하에 정상에 올랐으며, 마촐라는 맹활약하여 대회의 선수단으로 이름을 올렸다.
그러나, 2년 뒤 1970년 멕시코 월드컵에서 이탈리아는 유럽의 패왕 신분으로 대회에 참가할 때 대격변을 겪었는데, 이탈리아 국가대표팀의 발카레지 감독은 마촐라가 다른 이탈리아의 창의적인 거물이자 연고지 경쟁 구단 밀란에서 비슷한 역할을 맡는 잔니 리베라가 같이 배치되면 장점이 상쇄되어 공존할 수 없다고 판단했다. 따라서, 마촐라가 이탈리아의 조별 리그 3경기에서 운동량과 근면함에서 우위를 점해 선발로 출전했다. 이탈리아는 조별 리그에서 골가뭄으로 고전을 거듭했는데, 설상가상으로 마촐라는 장염으로 기량을 회복하는데 어려움이 있었고, 발카레지는 논란의 해법을 토너먼트전에 들어서 꺼냈는데, 그는 "릴레이"(staffetta) 전법으로 두 선수가 번갈아 출전케 했다.

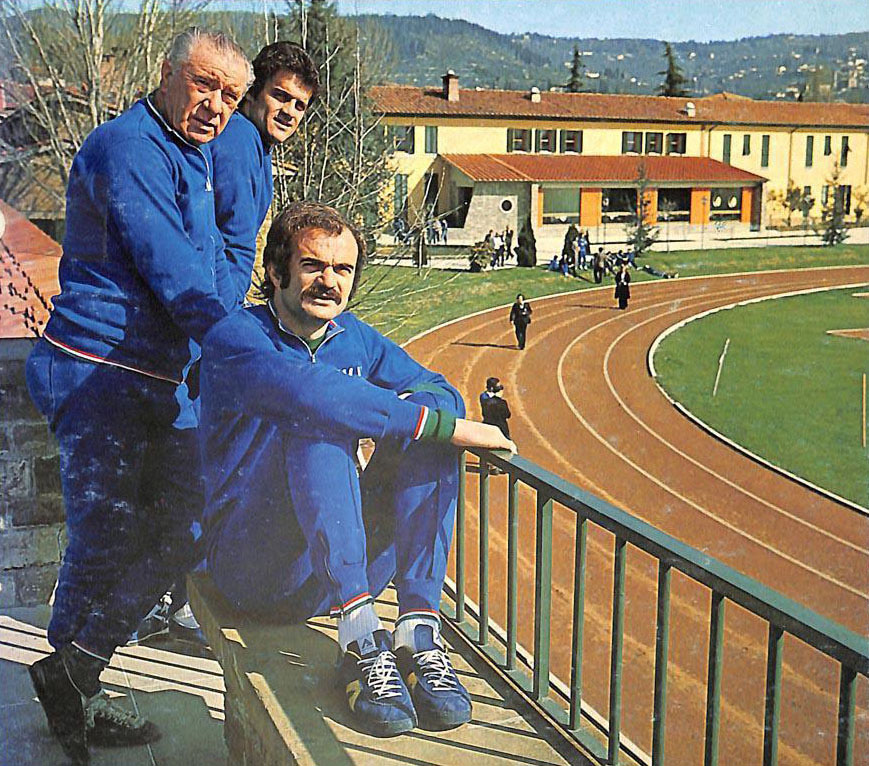
1974년, 발카레지 감독과 카펠로와 함께 휴식을 취하는 푸른 군단(Azzurri)의 마촐라

마촐라는 리베라보다 빠르고, 강인하며, 신체조건이 뛰어나고, 골결정력이 있으며, 전술적 지능에서도 우위였기에 선발로 출전했고, 리베라는 상대 선수가 퍼지기 시작하는 후반전에 투입되었다. 이로서, 더 창의적인 플레이메이커 리베라가 공을 더 오래 잡고 경기의 완급을 조절했다. 이 전술로, 이탈리아는 개최국 멕시코를 8강전에서 넘었고, 이어서 서독을 준결승전에서 연장전 끝에 따돌리고 결승전에 32년 만에 올라 펠레가 버티고 있는 브라질과 마주치게 되었다. 이 경기는 공격 축구와 수비 축구의 대결로 점철되었지만, 경기 당일에 발카레지 감독은 1-1로 팽팽했던 후반 시작과 함께 릴레이(staffetta) 전법을 포기했고, 준결승전에서 악전고투 끝에 소진한 선수들이 속출한 여파로 이후 경기 끝까지 마촐라를 현장에 남겼다. 리베라는 경기 6분을 남기고 로베르토 보닌세냐와 교체되어 들어갔는데, 이 때 브라질에 1-3으로 끌려가고 있었다. 이로서 두 이탈리아의 거물이 경기 현장에 같이 섰고, 경기를 원점으로 돌릴 것이란 기대는 완전히 빗나갔다. 결국 브라질이 추가골로 4-1로 이기면서 통산 3번째 대회 우승의 주인공이 되었다.
4년 후, 발카레지는 1974년 월드컵에서 두 선수를 같이 출전했지만, 노쇠한 두 선수는 기대이하의 활약에 그쳤고, 이탈리아는 대회 1라운드를 버티지 못하고 탈락했다.

## 은퇴 후

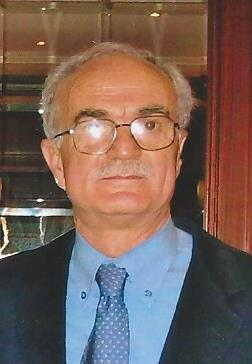
2008년의 마촐라

현역 은퇴 후, 마촐라는 인테르나치오날레의 행정을 맡았고, 1977년부터 1984년까지는 제노아의 행정을 맡았다.
1995년부터 1999년까지는 친정 구단에 복귀해 단장으로 역임했고, 이후 전 선수이자 동료였던 가브리엘레 오리알리에게 바통을 넘겼다. 2000년부터 2003년까지는 토리노의 단장이었다.
마촐라는 라이 스포츠의 해설가로도 근무했다. 그는 1982년 월드컵 결승전에서 루이지 콜롬보와 텔레몬테카를로(사상 첫 민영 텔레비전 결승전 중계)에서, 2006년 월드컵 결승전에서 마르코 치볼리와 RAI에서 해설을 맡아 이탈리아가 우승한 두 번의 결승전을 모두 중계한 유일한 이탈리아 해설가이기도 했다.

## 경기 방식

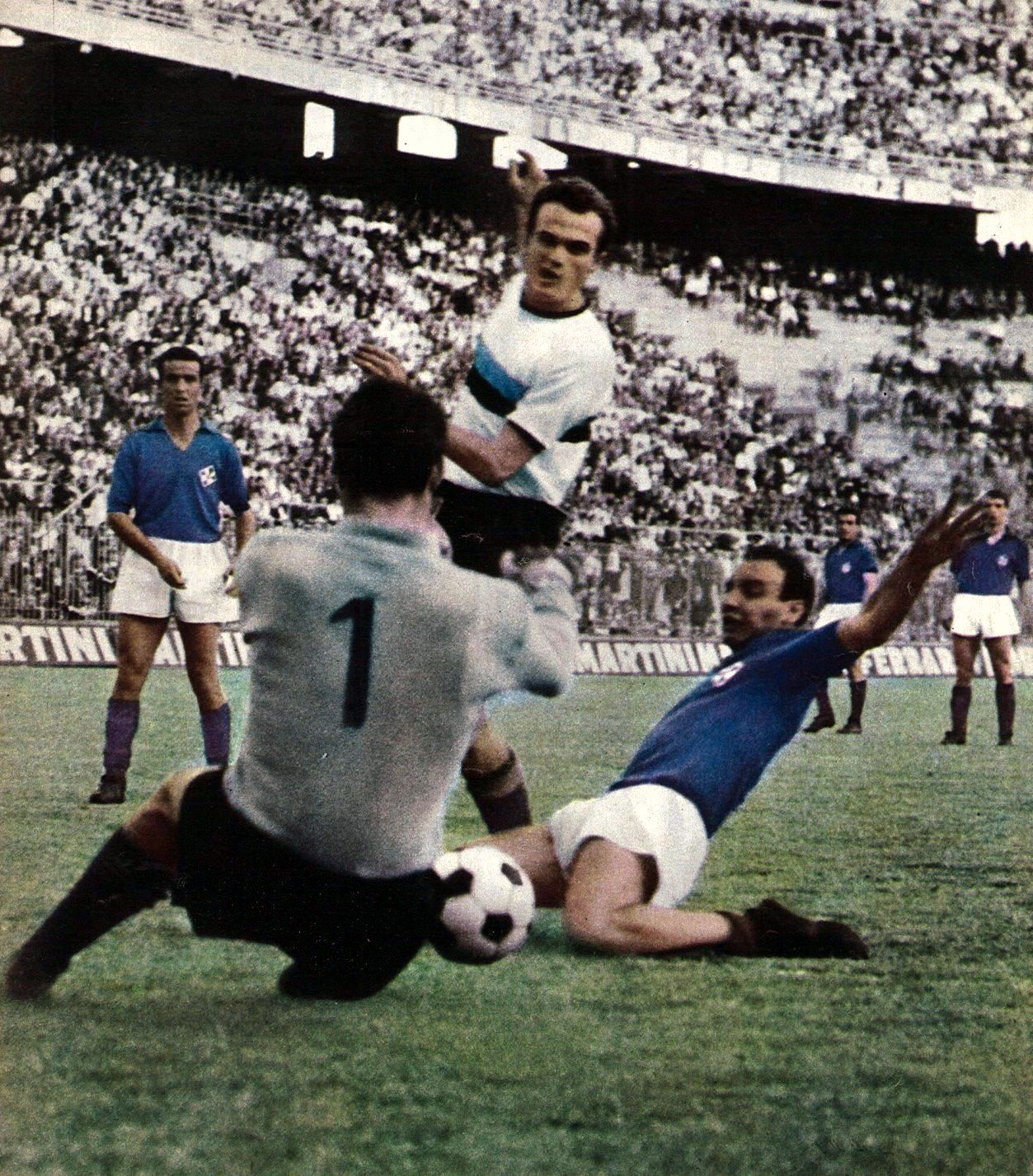
1960년대 흑청 군단(Nerazzurri)에서 활약하는 마촐라

마촐라는 이탈리아 축구 역사상 최고의 선수로 손꼽히며, 당 세대 최고의 선수로도 평가된다. 빠르고, 재능 있으며, 기교있고, 활력 넘치며, 전술 지능이 뛰어난 팔방미인 선수로, 그는 여러 전방 역할을 맡았다. 운동 신경, 수비적 활동력, 그리고 공중에서의 감각으로 그는 본래 공격형 중앙 미드필더 혹은 "중앙 측면"을 맡는 선수(mezzala)로서 유년에 활약했지만, 이후 에레라 감독의 임기에 안쪽 우측 공격수로 명성을 날려 해당 위치를 맡는 선수들 중 가장 유명한 선수로 거듭났다. 그는 중앙 공격수, 측면 미드필더, 주 스트라이커, 혹은 후방 스트라이커로도 뛰었다. 말년에는 기동력과 민첩함이 떨어지면서 보다 창의적인 역할을 맡아 공격형 미드필더로 공넘김, 시야, 기술력, 공다루기, 그리고 밀접 제어에서 두각을 나타냈다. 그는 후방 미드필더로 플레이메이커 역할을 맡기도 했다.
현역 대게 뒤로 빠져서 창의적인 역할을 맡은 마촐라는 공격수로서 득점 본능도 있어, 골냄새를 잘 맡았고, 페널티 구역 안팎에서 강력하고 정확하게 쏘아넣을 수 있었고, 공격시 동료의 공을 받아 질주하여 1965년에는 세리에 A 득점왕에도 올랐다. 그러나, 마촐라가 가장 잘 알려지게 된 이유는 놀라운 주력, 가속력, 체력, 그리고 공몰이 능력, 민첩함, 기술 역량, 그리고 균형에 있었고, 전속력으로 공을 잡고도 달릴 수 있었고, 주력과 공몰이 능력이 합쳐져 기술적 역량으로 1:1 상황이나 단독 질주 상황에서 수비진을 경기 도중 몇 차례 제칠 수 있었다. 그의 축구 선수로서 개인 역량 외에도 마촐라는 성향, 강인함, 정신력, 의지, 그리고 지도자적 역량에도 밀리지 않았다.

## 축구 외 활동
1968년 7월 3일, 마촐라는 밀라노에 자코모 불가렐리, 잔니 리베라, 에르네스토 카스타노, 잔카를로 데 시스티, 그리고 자코모 로시와 함께 갓 은퇴하여 변호사가 된 세르조 캄파나와 함께 이탈리아 축구선수 협회(AIC)를 설립했고, 캄파나가 단체장으로 선임되었다.
마촐라는 천주교도로 자칭한다.

## 경력 통계

### 클럽
| 클럽             | 시즌      | 리그      | 리그 | 리그 | 컵   | 컵 | 유럽 | 유럽 | 기타 | 기타 | 합계 | 합계 |
| 클럽             | 시즌      | 리그명    | 출장 | 골   | 출장 | 골 | 출장 | 골   | 출장 | 골   | 출장 | 골   |
| ---------------- | --------- | --------- | ---- | ---- | ---- | -- | ---- | ---- | ---- | ---- | ---- | ---- |
| 인테르나치오날레 | 1960–61   | 세리에 A  | 1    | 1    | 0    | 0  | 0    | 0    | —    | —    | 1    | 1    |
| 인테르나치오날레 | 1961–62   | 세리에 A  | 1    | 0    | 0    | 0  | 0    | 0    | —    | —    | 1    | 0    |
| 인테르나치오날레 | 1962–63   | 세리에 A  | 23   | 10   | 1    | 1  | —    | —    | —    | —    | 24   | 11   |
| 인테르나치오날레 | 1963–64   | 세리에 A  | 30   | 9    | 0    | 0  | 9    | 7    | —    | —    | 39   | 16   |
| 인테르나치오날레 | 1964–65   | 세리에 A  | 33   | 17   | 2    | 0  | 6    | 3    | 2    | 1    | 43   | 21   |
| 인테르나치오날레 | 1965–66   | 세리에 A  | 30   | 19   | 1    | 0  | 4    | 1    | 2    | 2    | 37   | 22   |
| 인테르나치오날레 | 1966–67   | 세리에 A  | 30   | 17   | 2    | 2  | 10   | 3    | —    | —    | 42   | 22   |
| 인테르나치오날레 | 1967–68   | 세리에 A  | 28   | 6    | 9    | 2  | —    | —    | —    | —    | 37   | 8    |
| 인테르나치오날레 | 1968–69   | 세리에 A  | 29   | 7    | 3    | 0  | —    | —    | —    | —    | 32   | 7    |
| 인테르나치오날레 | 1969–70   | 세리에 A  | 28   | 4    | 5    | 1  | 10   | 1    | —    | —    | 43   | 6    |
| 인테르나치오날레 | 1970–71   | 세리에 A  | 29   | 7    | 3    | 2  | 1    | 0    | 3    | 1    | 36   | 10   |
| 인테르나치오날레 | 1971–72   | 세리에 A  | 28   | 7    | 9    | 2  | 9    | 2    | —    | —    | 46   | 11   |
| 인테르나치오날레 | 1972–73   | 세리에 A  | 26   | 2    | 9    | 4  | 6    | 0    | —    | —    | 41   | 6    |
| 인테르나치오날레 | 1973–74   | 세리에 A  | 26   | 4    | 10   | 3  | 2    | 0    | —    | —    | 38   | 7    |
| 인테르나치오날레 | 1974–75   | 세리에 A  | 23   | 3    | 7    | 0  | 4    | 0    | —    | —    | 34   | 3    |
| 인테르나치오날레 | 1975–76   | 세리에 A  | 25   | 2    | 10   | 4  | —    | —    | —    | —    | 35   | 6    |
| 인테르나치오날레 | 1976–77   | 세리에 A  | 28   | 1    | 9    | 3  | 2    | 0    | —    | —    | 39   | 4    |
| 인테르나치오날레 | 합계      | 합계      | 418  | 116  | 80   | 14 | 63   | 17   | 7    | 4    | 568  | 161  |
| 경력 합계        | 경력 합계 | 경력 합계 | 418  | 116  | 80   | 14 | 63   | 17   | 7    | 4    | 568  | 161  |

1. 1 2 3 4 5  유러피언컵 출장 경기 기록
2. 1 2  인터콘티넨털컵 출장 경기 기록
3. 1 2  인터시티스 페어스컵 출장 경기 기록
4. ↑  코파 안글로-이탈리아나 출장 경기 기록
5. 1 2 3 4  UEFA컵 출장 경기 기록

### 국가대표팀
| 국가대표팀 | 연도 | 출장 | 골 |
| ---------- | ---- | ---- | -- |
| 이탈리아   | 1963 | 4    | 1  |
| 이탈리아   | 1964 | 3    | 3  |
| 이탈리아   | 1965 | 8    | 6  |
| 이탈리아   | 1966 | 9    | 5  |
| 이탈리아   | 1967 | 3    | 3  |
| 이탈리아   | 1968 | 5    | 0  |
| 이탈리아   | 1969 | 4    | 2  |
| 이탈리아   | 1970 | 10   | 2  |
| 이탈리아   | 1971 | 5    | 0  |
| 이탈리아   | 1972 | 8    | 0  |
| 이탈리아   | 1973 | 6    | 0  |
| 이탈리아   | 1974 | 5    | 0  |
| 합계       | 합계 | 70   | 22 |

## 수상
인테르나치오날레

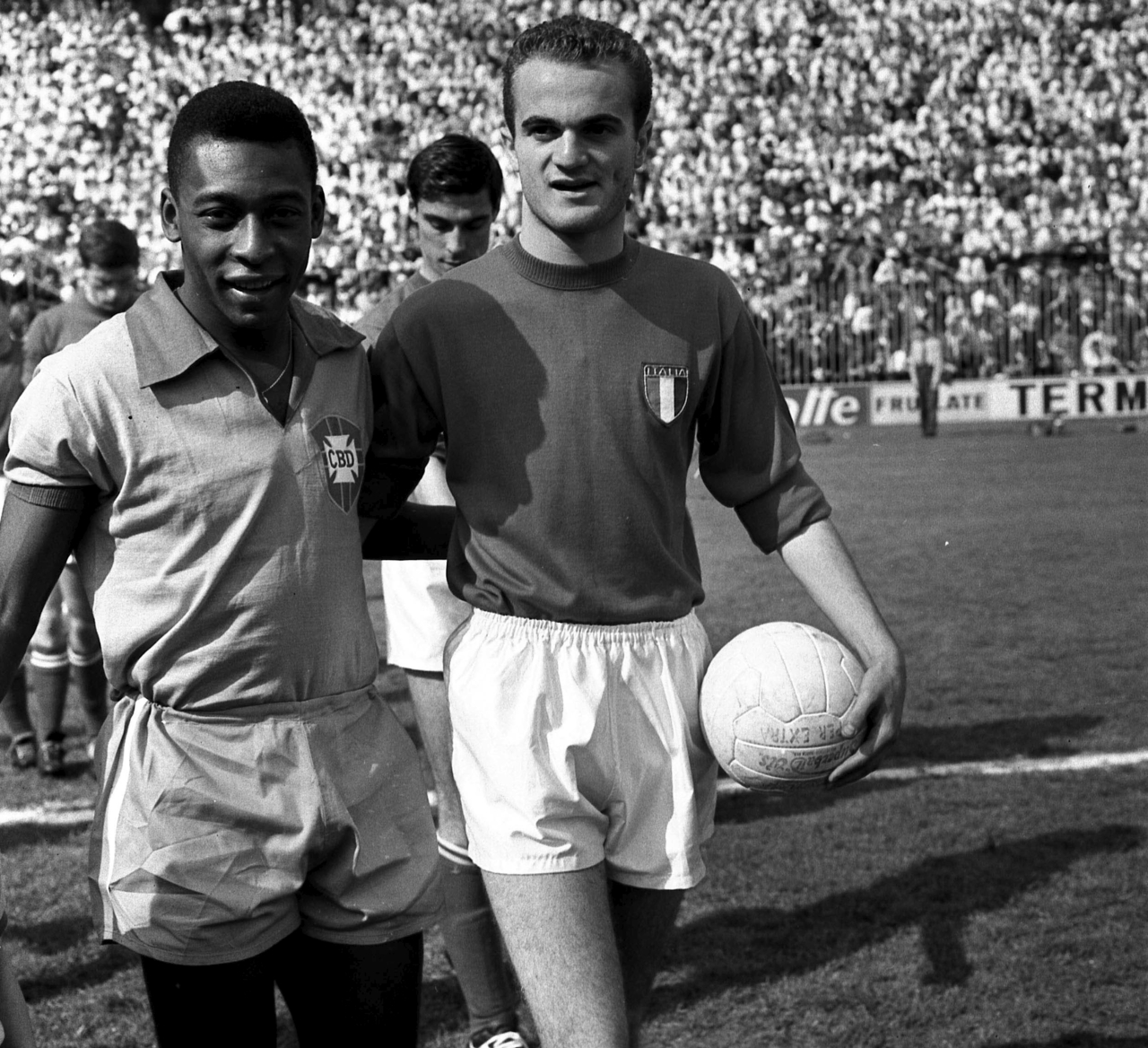
펠레와 이탈리아 국가대표팀 첫 경기에서 같이 촬영한 산드로 마촐라

- 세리에 A: 1962–63, 1964–65, 1965–66, 1970–71
- 유러피언컵: 1963–64, 1964–65
- 인터콘티넨털컵: 1964, 1965

이탈리아
- 유럽 선수권 대회: 1968
- 월드컵 준우승: 1970

개인
- 세리에 A 득점왕: 1964–65 (17골)[2]
- 유러피언컵 득점왕: 1963–64 (파르티잔의 블라디카 코바체비치, 레알 마드리드의 푸슈카시 페렌츠와 함께 7골로 공동 득점왕)[5]
- 국제 축구 연맹 올해의 선수단: 1967[28]
- 유럽 선수권 대회의 선수단: 1968[10]
- 발롱도르 2위: 1971[3]
- 이탈리아 축구 명예의 전당: 2014[29]
- 인테르나치오날레 명예의 전당: 2022[30]